# Huangsangping
Huangsangping (kinesiska: 黄桑坪, 黄桑坪苗族乡) är en socken i Kina. Den ligger i provinsen Hunan, i den södra delen av landet, omkring 350 kilometer sydväst om provinshuvudstaden Changsha. Antalet invånare är 5043. Befolkningen består av 2 472 kvinnor och 2 571 män. Barn under 15 år utgör 19,0 %, vuxna 15-64 år 70 %, och äldre över 65 år 10,0 %.
Genomsnittlig årsnederbörd är 1 831 millimeter. Den regnigaste månaden är juni, med i genomsnitt 271 mm nederbörd, och den torraste är december, med 64 mm nederbörd.